# 笠井裕之
笠井 裕之（かさい ひろゆき）は、日本のフランス文学者、慶應義塾大学法学部教授。

## 経歴
- 1983年3月 慶應義塾大学法学部政治学科卒業
- 1985年3月 同文学部文学科仏文学専攻卒業
- 1988年3月 同大学院文学研究科仏文学専攻修士課程修了
- 1991年3月 同博士課程単位取得退学
- 1994年4月 慶應義塾大学法学部専任講師
- 2004年4月 同准教授
- 2016年4月 同教授

## エピソード
文学青年で、長野県屋代高等学校時代は文学部への入学を希望していたが、親戚から「文学をやって何になるんだ」と言われ、「つぶしのきく」法学部に入学。しかし政治の勉強には身が入らず、憂鬱な毎日を送っていた。そこで、履修していた一般教養科目のフランス文学の担当だった朝吹三吉に相談したところ、文学部への学士入学を勧められた。そして法学部卒業後、学士入学を果たし、フランス文学者の道を歩むこととなった。
ちなみに朝吹三吉の息子の朝吹亮二もフランス文学者であり、同じく慶應義塾大学法学部でフランス語を教えている。
専門分野はジャン・コクトーであり、いくつかの論文や共著の書籍を残している。マルセル・デュシャン、瀧口修造にも造詣が深く、同大内に於ける所蔵品並びにフランス・スペイン等に於ける往復書簡などの研究に邁進。